# 22. marinski polk (ZDA)
Za druge 22. polke glejte 22. polk.
22. marinski polk je neaktivni marinski polk Korpusa mornariške pehote ZDA.

## Organizacija
- Štabna četa
- 1. bataljon 22. marinskega polka
- 2. bataljon 22. marinskega polka
- 3. bataljon 22. marinskega polka